# 벌교여자고등학교
벌교여자고등학교(筏矯女子高等學校)는 대한민국 전라남도 보성군 벌교읍 장좌리에 있는 사립 고등학교이다.

## 학교 연혁
- 1967년 8월 25일 : 학교법인 삼광학원 설립인가
- 1974년 12월 27일 : 벌교 삼광여자고등학교 9학급 인가
- 1975년 3월 5일 : 개교 및 초대 교장 조경상 선생 취임
- 1983년 12월 21일 : 학교법인 삼광학원에서 분리 및 신의학원 설립인가
- 1991년 9월 21일 : 수일학원 개명
- 1992년 3월 1일 : 벌교여자고등학교로 개명
- 2012년 3월 1일 : 학급조정인가 (4학급)
- 2013년 2월 26일 : 자율 무지개학교 지정
- 2020년 12월 17일 : 유예숙 이사장 취임
- 2020년 3월 1일 : 전라남도교육청 혁신학교 재지정
- 2021년 2월 4일 : 제43회 20명 졸업(총 졸업생 6,643명)
- 2021년 3월 2일 : 신입생 12명 입학
- 2023년 3월 1일 : 제11대 교장 정홍윤 선생 취임

## 참고 자료
- 벌교여자고등학교 - 한국교육학술정보원 학교알리미